# Glomeremus falcifer
Glomeremus falcifer är en insektsart som först beskrevs av Sjöstedt 1909.  Glomeremus falcifer ingår i släktet Glomeremus och familjen Gryllacrididae. Inga underarter finns listade i Catalogue of Life.